# Finländska Mästerskapsserien i fotboll 1946/1947
Finländska Mästerskapsserien i fotboll 1946/1947 bestod av flera kvalificerande tävlingar innan mästerskapsfinalen.
- IFK Vasa                  14  10   0   4   44 -  25   20
- IFK Helsingfors               14   9   2   3   37 -  18   20
- VPS                        14   8   1   5   36 -  21   17
- TPS                                14   8   1   5   34 -  22   17
- HPS Helsingfors                14   6   4   4   33 -  28   16
- HJK Helsingfors                14   4   3   7   26 -  41   11

- Sudet Helsingfors             14   3   3   8   15 -  34    9
- Kronohagens IF                14   0   2  12   16 -  52    2

## Mästerskapsfinal
- IFK Helsingfors 3-2 TuTo Turku